# Ligue balkanique
Pour les articles homonymes, voir Ligue.
La Ligue balkanique est l'alliance qui unit le royaume de Serbie, le royaume du Monténégro, le royaume de Grèce et le royaume de Bulgarie contre l'Empire ottoman pendant la Première guerre balkanique.

## Contexte

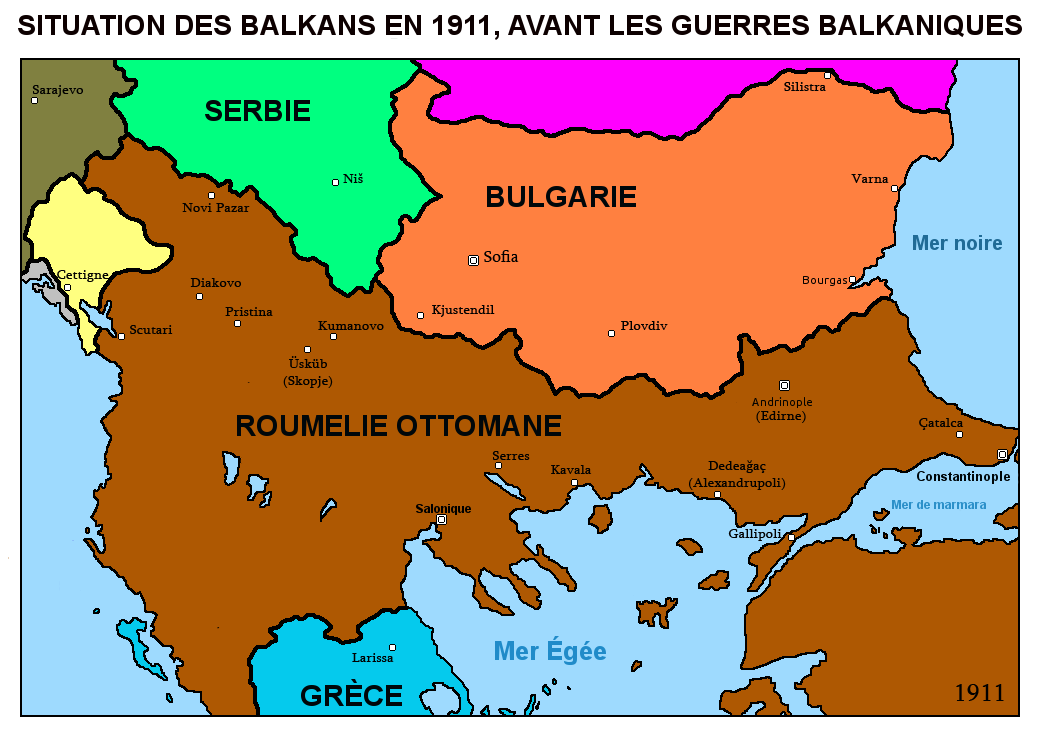
Situation territoriale lors de la formation de la ligue.

Après l'annexion de Chypre par les Britanniques en 1878 et celle du Dodécanèse par l'Italie à l'issue de la guerre italo-turque en 1911, les revendications des populations chrétiennes locales sont violemment réprimées, et les petits États balkaniques comprennent que si les puissances coloniales se substituent à l'Empire ottoman faiblissant, le sort des chrétiens ottomans risque de n'être guère amélioré. Le souvenir de la quatrième croisade n'est pas étranger à ces craintes.
Par ailleurs, le nationalisme turc croissant et l'aide logistique allemande leur laissent présager un prochain redressement de l'Empire ottoman. Enfin, la pression diplomatique russe, qui partage ces craintes et vise à accroître son influence dans la région, pousse les États balkaniques à passer à l'action.

## Constitution de la ligue
La première étape est la signature d'une alliance défensive secrète entre le royame de Serbie et le royaume de Bulgarie le 13 mars 1912, étendue à une alliance militaire complète dès le 12 mai 1912, destinée non seulement à se protéger à la fois de l'Empire ottoman et de l'Autriche-Hongrie mais aussi à s'accorder sur le partage des territoires; la Macédoine au nord de Skopje, le Sandjak et le Kosovo revenant à la Serbie, le Centre de la Macédoine, la Thrace et la côte de la mer Égée revenant à la Bulgarie.
Sortant de son isolement diplomatique et souhaitant reconquérir l'Épire et Thessalonique, le royaume de Grèce commença à entamer des négociations avec le royaume de Bulgarie pour une alliance défensive, avant la signature d'un traité le 29 mai 1912. Peu de temps après, le royaume du Monténégro se joint à l'alliance, formant ainsi un réseau d'alliances dans les Balkans, destiné à s'emparer des territoires européens de l'Empire ottoman.

## Réactions internationales
La toute nouvelle Ligue ne passa pas inaperçue, La France, inquiète du soutien russe à la Ligue et de la trop grande influence russes dans la région, décide de s'allier aux Britanniques, qui tentent eux aussi d'empêcher tout passage à l'acte, proposant des réformes internes pour aider les chrétiens ottomans, ce qui exaspère les nationalistes turcs.  
L'Allemagne soutient fermement l'Empire ottoman, et l'Autriche-Hongrie ne veut pas voir apparaître un grand État sous influence russe rassemblant les Slaves du sud .  
Malgré ces mises en garde, la Ligue décide d'attaquer l'Empire ottoman, qui est faible, désorganisé et divisé. Les États alliés commencèrent à préparer leurs armées.

## Passage à l'acte
Finalement, le 8 octobre 1912, le Monténégro est le premier à déclarer la guerre aux Ottomans. Les trois autres États alliés, après l'envoi d'un ultimatum à la Sublime Porte le 13 octobre, lui déclarent la guerre le 17 octobre.
La Ligue remporta une série de victoires et mit en pièces la puissance ottomane en Europe. Cependant, l'impact des victoires est limité, les rivalités entre États alliés commençant à apparaître. La victoire de la Ligue dans la Première guerre balkanique est totale, l'Empire ottoman perdit ses derniers territoires européens à part Istanbul et les rivages de la mer de Marmara. Les divergences sur le partage de la Macédoine refont alors surface, la Serbie ayant annexé la Macédoine centrale, au sud de Skopje, revendiquée par la Bulgarie. 
La Serbie refusant d'évacuer cette région, la Deuxième guerre balkanique éclate. De juin à juillet 1913, la Bulgarie attaqua la Serbie mais fait alors face à une nouvelle Ligue. La Grèce et le Monténégro prennent le parti de la Serbie et sont rejoints par le royaume de Roumanie (neutre jusqu'ici) et aussi par l'Empire ottoman, qui en profite pour reprendre Andrinople et la Thrace orientale. La Bulgarie perd ainsi la moitié de ses acquis de la guerre précédente, ainsi que la Dobroudja du Sud, annexée par la Roumanie. La Bulgarie garde en revanche sa côte égéenne, du moins jusqu'en 1918.